# Refuge faunique national d'Atchafalaya
Le refuge faunique national d'Atchafalaya est situé en Louisiane, à environ 48 km à l'ouest de Baton Rouge, et 1,6 km à l'est de Krotz Springs. Il se trouve juste à l'est de la rivière Atchafalaya qui lui donne son nom. En 1988, sous l'administration du gouverneur Foster, le « Plan directeur du bassin d'Atchafalaya » a été mis en œuvre, combinant les 4770 hectares de la Zone de gestion de la faune de Sherburne, les 6160 hectares du Refuge national faunique d'Atchafalaya et les 6900 hectares du Bayou des Ourses du Corps des ingénieurs de l'armée américaine.

## Histoire
Le système de refuge national pour la faune a été créé en 1903, par décret du président Theodore Roosevelt, avec la désignation du refuge faunique national de Pelican Island en Floride. Le refuge faunique national d'Atchafalaya fait désormais partie d'un système qui comprend plus de 610 000 km² dans 552 réserves nationales de faune sauvage, ainsi que d'autres unités du système de réserves, et 37 districts de gestion des zones humides. Le refuge a été créé en 1986 pour assurer : 1) la conservation et la gestion de tous les poissons et de la faune sauvage dans le refuge, 2) pour remplir les obligations internationales des États-Unis en matière de traités concernant les poissons et la faune sauvage, et 3) pour la recherche scientifique, l'éducation environnementale et de loisirs axés sur les poissons et la faune sauvage, notamment la chasse, la pêche et le piégeage, l'observation des oiseaux, la photographie de la nature et autres.

## Faune et habitat
Le refuge s'étend sur 61 km² de marécages de feuillus, de lacs et de bayous. La plaine inondable naturelle de la rivière Atchafalaya s'étend sur 225 km au sud de sa jonction avec le fleuve Mississippi jusqu'au golfe du Mexique. Les forêts denses de feuillus des plaines inondables du bassin, les marais de cyprès chauves de Tupelo, les lacs de débordement et les bayous sinueux offrent une formidable diversité d'habitats à plus de 200 espèces d'oiseaux résidents et migrateurs et à de nombreux autres animaux sauvages et la région a été reconnue comme une zone d'importance internationale pour les oiseaux.
Les zones humides boisées du bassin fournissent également un habitat de nidification vital pour le canard branchu et abritent la plus grande concentration de bécasses d'Amérique du pays. Des pygargues à tête blanche, des balbuzards pêcheurs, des milans à queue fourchue et des milans du Mississippi peuvent parfois être aperçus planant dans le ciel. Des dindes sauvages, des cerfs de Virginie, des écureuils gris et renards de l'Est, des lapins à queue blanche, des lapins des marais, des renards gris et roux, des coyotes, des mouffettes rayées et des opossums de Virginie habitent le refuge, tout comme une petite population résiduelle d'ours noirs de Louisiane. Les animaux à fourrure habitant ce grand marais sont le raton laveur, le vison, le lynx roux, le ragondin, le rat musqué, la loutre de rivière d'Amérique du Nord et le castor d'Amérique.
L’élément vital de la pêche est le cycle annuel d’inondation et d’assèchement du bassin. Les débordements se produisent pendant les pluies d’hiver et de printemps, et de nombreuses zones sont progressivement asséchées pendant l’été et l’automne. La pêche sportive est populaire dans tout le bassin. L'achigan à grande bouche, le crapet blanc, le crapet noir, le crapet arlequin, le crapet-soleil à oreilles rouges et la barbue de rivière sont les principales espèces recherchées. Plus de 85 espèces de poissons sont présentes dans le bassin. L'écrevisse de Louisiane et l'écrevisse blanche de rivière sont également importantes pour la récolte sportive et commerciale.

### Zone du refuge
La superficie totale du refuge, totalisant 180 km², classés comme feuillus de plaine inondable, contiennent quatre associations d'espèces d'arbres dominantes : (1) le peuplier et le sycomore, (2) le chêne, le liquidambar rouge, le micocoulier, le frêne des marais, (3) le saule noir, le cyprès chauve, le frêne citrouille, (4) le chêne à feuilles de houx et le pacanier amer.

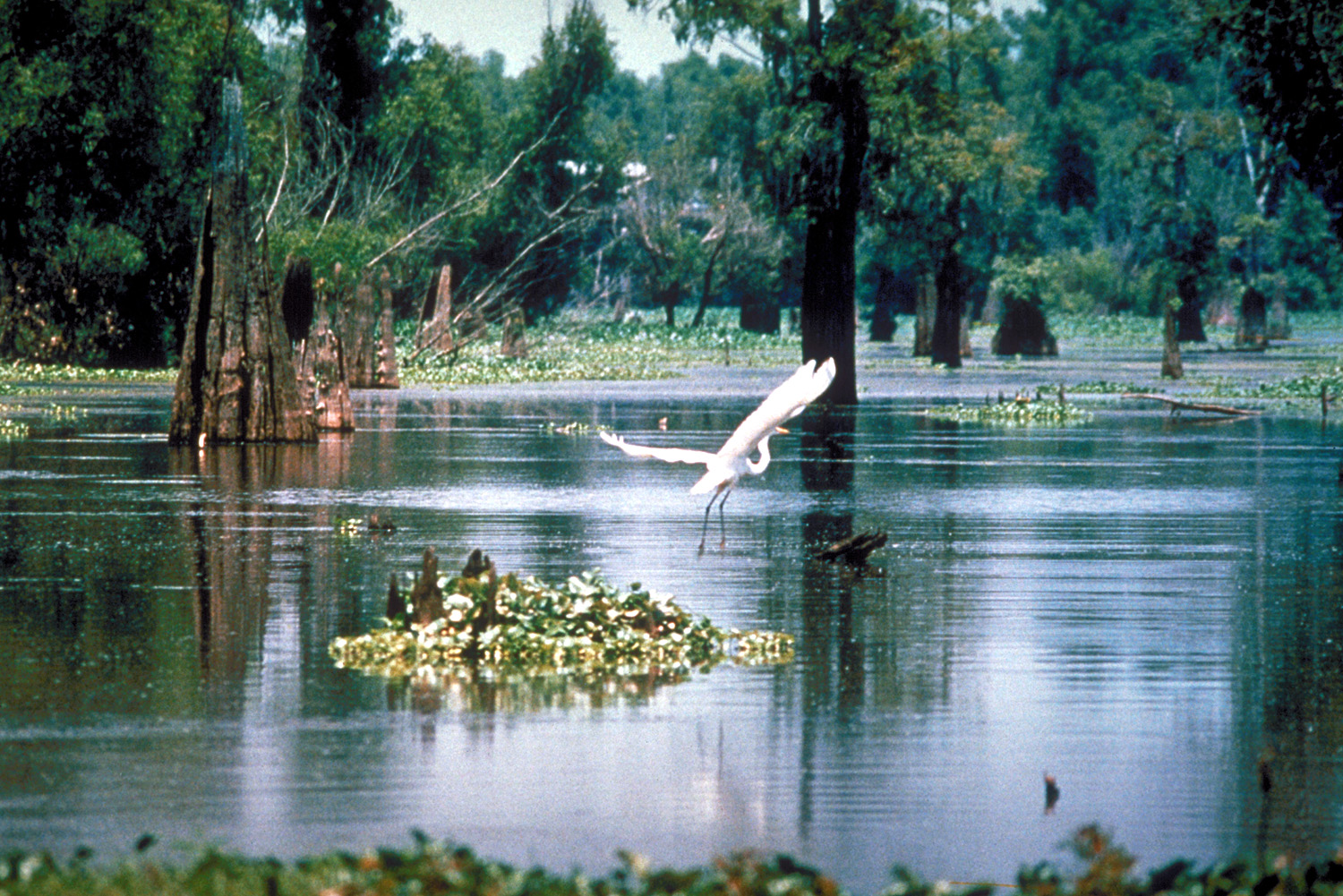
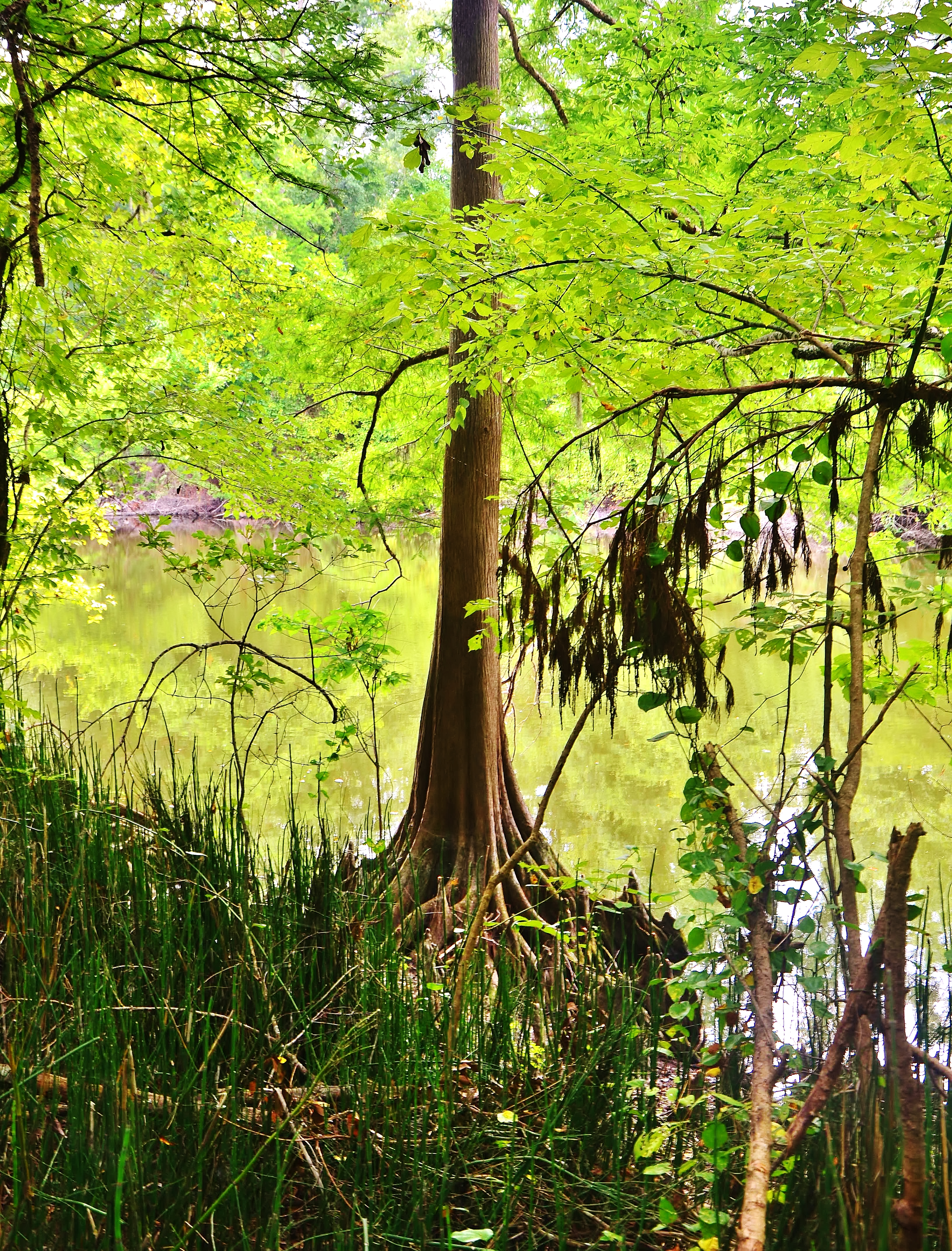
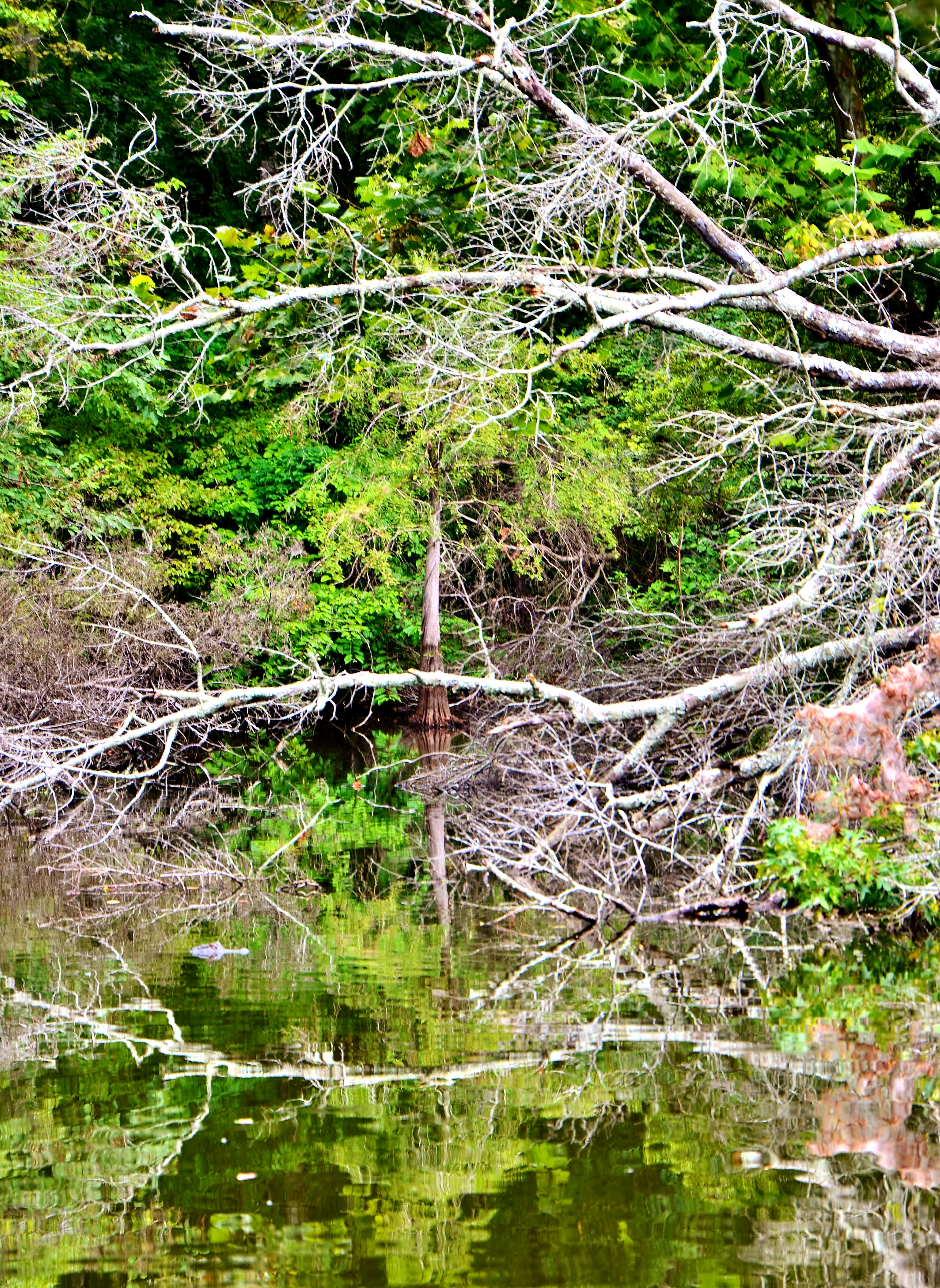
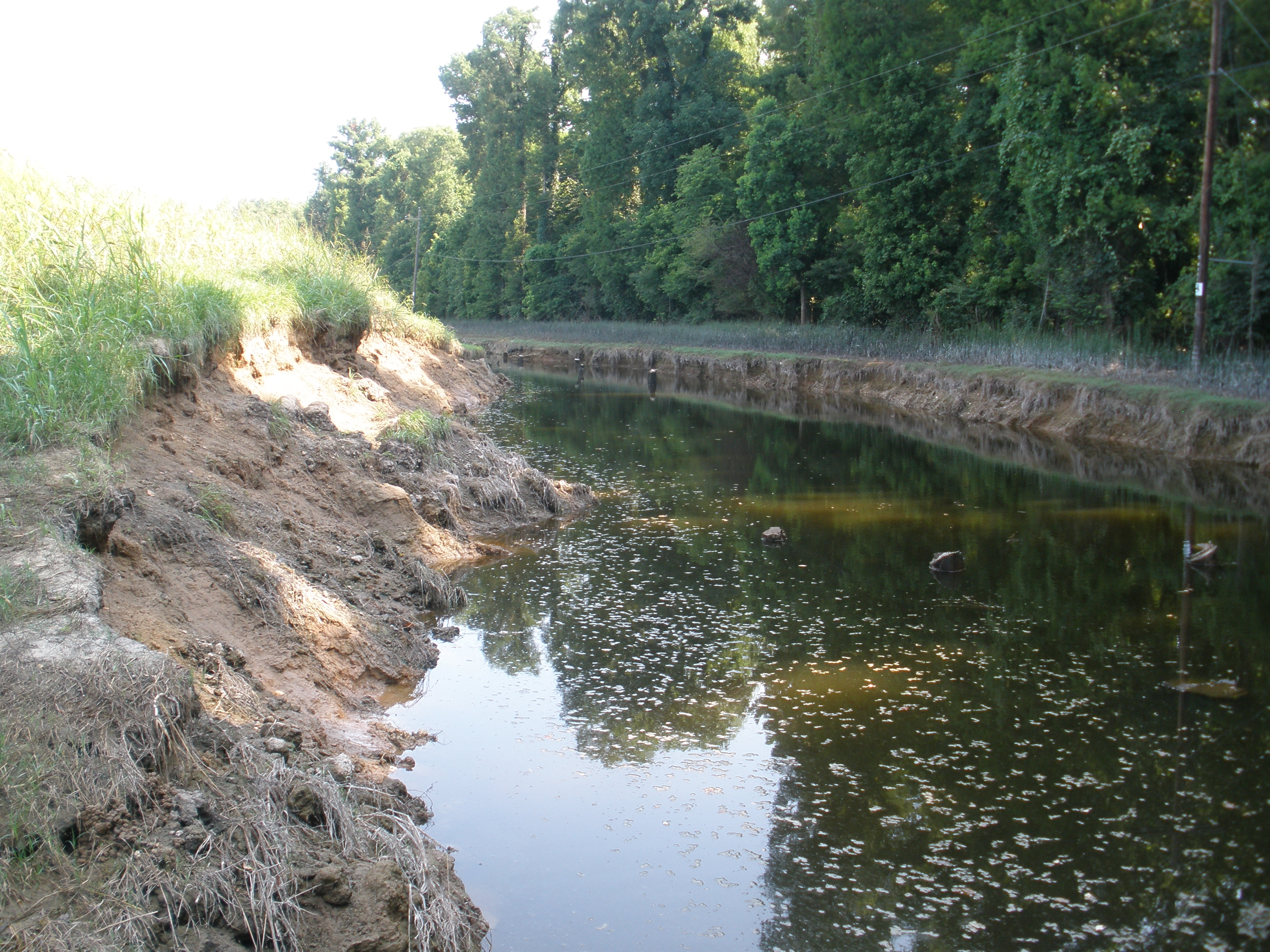

## Sources
Cet article intègre des informations du domaine public américain de gouvernement fédéral des États-Unis tirées du document  "U.S. Fish and Wildlife Service ".